# فانيسا لي شيستر
فانيسا لي شيستر (بالإنجليزية: Vanessa Lee Chester)‏ هي ممثلة أمريكية، ولدت في 2 يوليو 1984 بهوليوود في الولايات المتحدة.

## أعمال

### أفلام
- (1997)  الحديقة الجوراسية[5][6][7]

### مسلسلات
- فيرونيكا مارس

## وصلات خارجية
- فانيسا لي شيستر على موقع IMDb (الإنجليزية)
- فانيسا لي شيستر على موقع ألو سيني (الفرنسية)
- فانيسا لي شيستر على موقع أول موفي (الإنجليزية)
- فانيسا لي شيستر على موقع قاعدة بيانات الأفلام السويدية (السويدية)
- فانيسا لي شيستر على موقع قاعدة بيانات الفيلم (الإنجليزية)
- فانيسا لي شيستر على موقع كينوبويسك (الروسية)